# Chiesa del Collegio (Iglesias)
La chiesa del Collegio è un edificio religioso ubicato a Iglesias.

## Storia e descrizione
Caratteristica predominante di questo unico esempio iglesiente di architettura della controriforma è la perfetta corrispondenza fra interno ed esterno. L’equilibrio dell’aula è intuibile già dalla facciata, giocata sul contrasto tra l’intonaco bianco e il rosso della trachite. A sinistra sorge il campanile, che funziona tutt’oggi come torre dell’orologio, rimaneggiato nel XX secolo. 

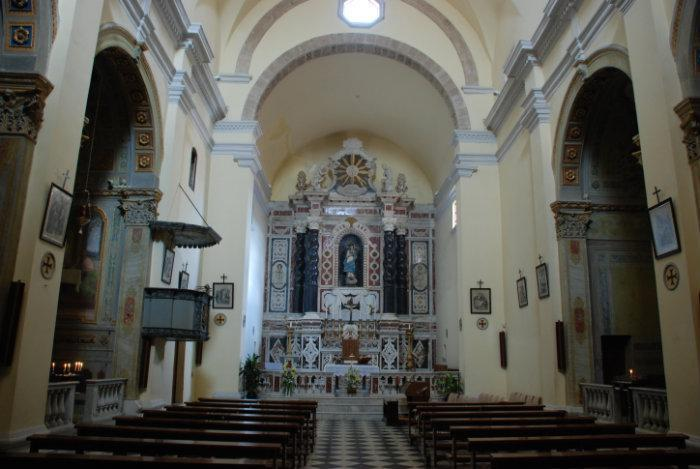
Interno

All’interno si trova un’ampia navata con tre cappelle per lato; di notevole rilevanza gli arredi marmorei. Si distaccano dalla sobrietà generale dell’edificio i motivi decorativi aggiunti dopo il 1774 quando, in seguito alla soppressione dell’Ordine, i Gesuiti lasciarono la città. Le decorazioni pittoriche risalgono infatti ai primi del Novecento. Nei sotterranei del complesso è stato realizzato un percorso espositivo sul tema delle architetture religiose del Sulcis-Iglesiente.